# Excalibur Series III
Excalibur Series III – samochód sportowy klasy kompaktowej produkowany pod amerykańską marką Excalibur w latach 1975–1980.

## Historia i opis modelu

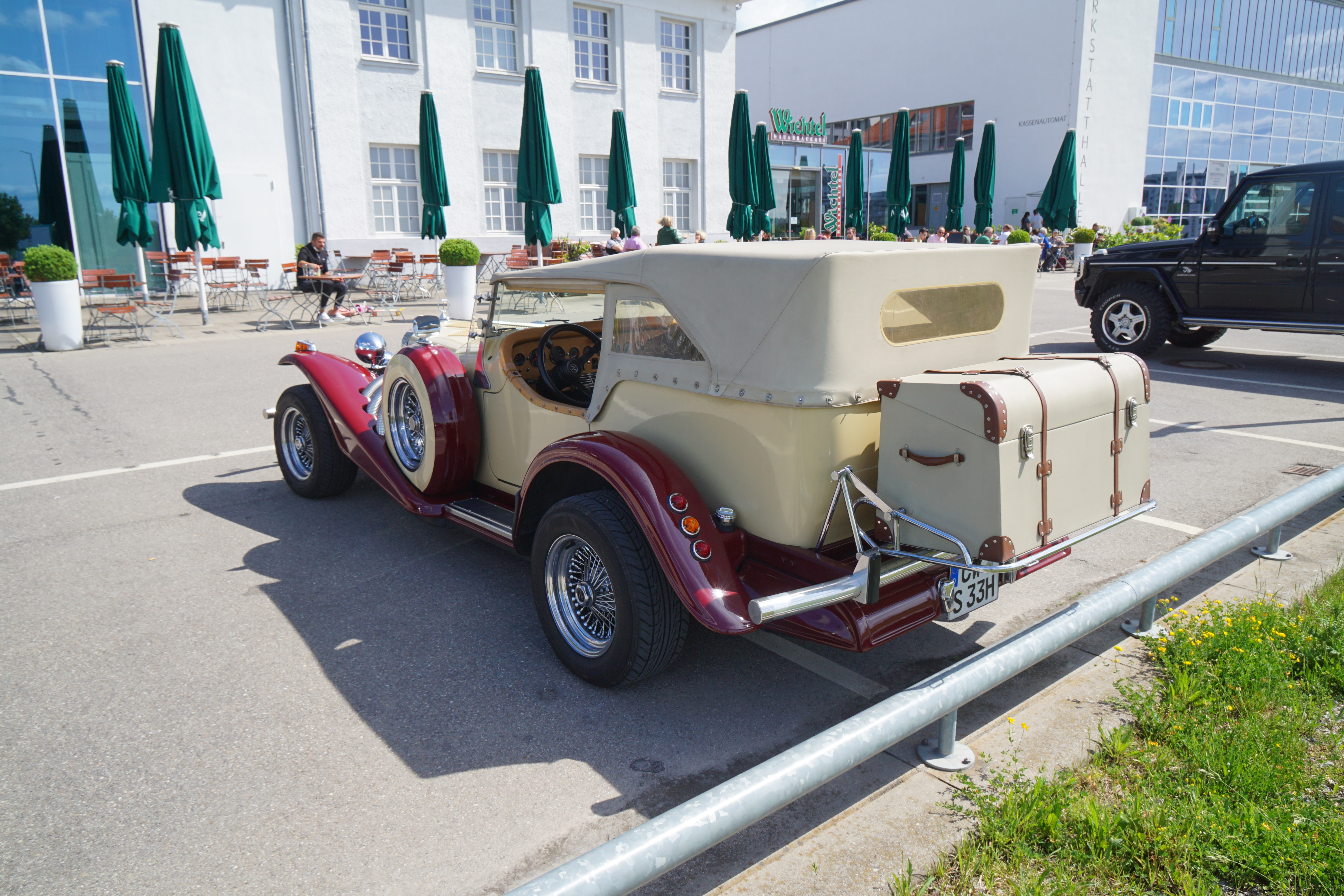
Excalibur Series III – tył

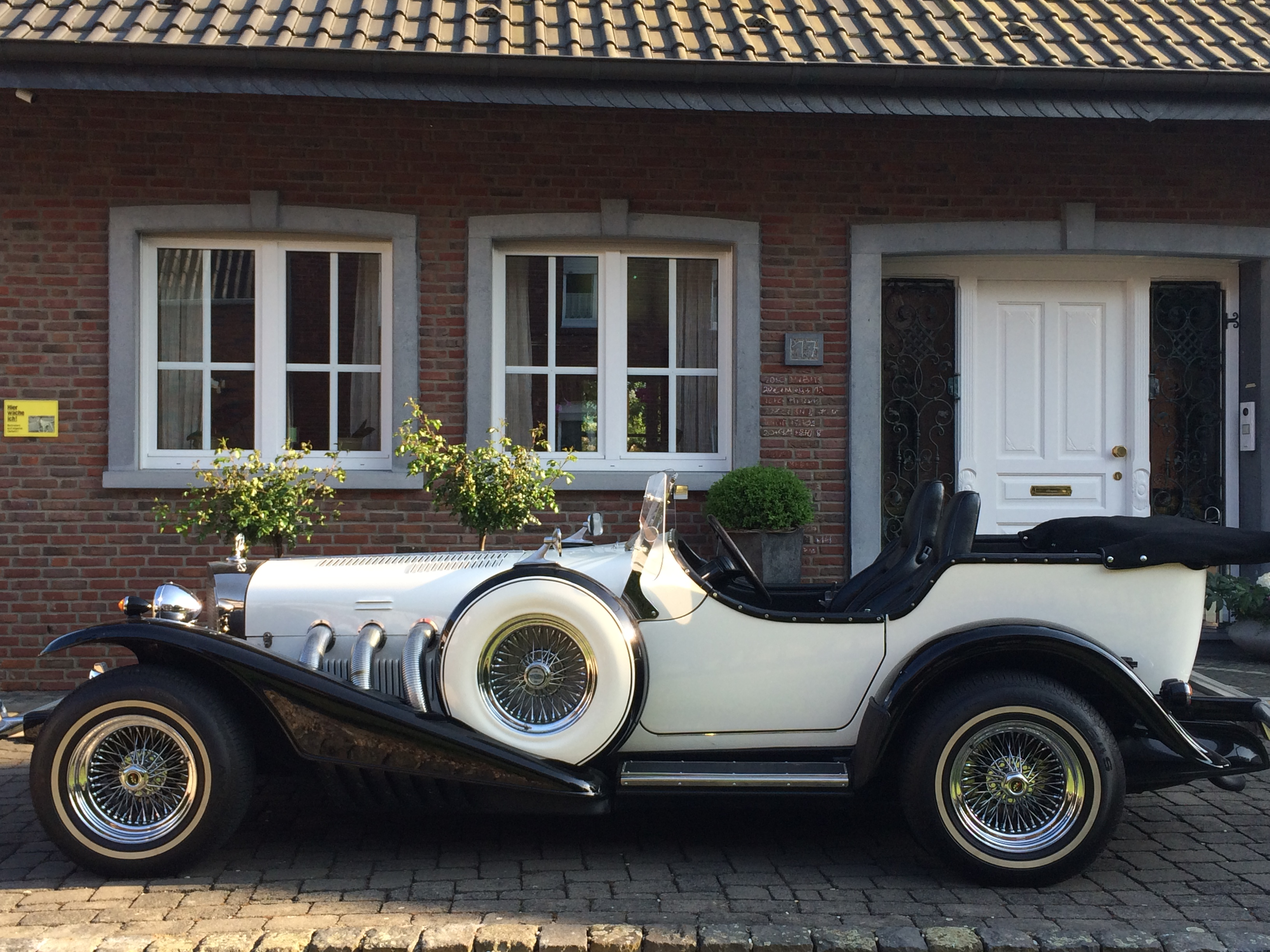
Excalibur Series III – sylwetka

W połowie lat 70. XX wieku Excalibur przedstawił trzecią generację swojego sportowego roadstera utrzymanego w neoklasycznej estetyce. Samochód ponownie przyozdobiono chromowanymi akcentami i aluminiowymi zderzakami, a wyposażenie oferowało m.in. klimatyzację, hydrauliczny układ hamulcowy czy wspomaganie kierownicy.
Samochód oferowany był z 7,4 litrowym silnikiem V8, który rozwijał moc 215 KM i 475 Nm maksymalnego momentu obrotowego, przenosząc moc na tylną oś i współpracują z hydrokinetyczną automatyczną skrzynią biegów o 3 biegach.

### Sprzedaż
Okres produkcji Excalibura Series III przypadł na największą popularność niszowej manufaktury z Milwaukee, co przełożyło się na trzykrotnie większą wielkość produkcji w stosunku nie tylko do poprzedników, ale i późniejszych następców. W ciągu 5 lat przedsiębiorstwo zbudowało i sprzedało 1141 egzemplarze.

### Silnik
- V8 7.4l